# 김현정 (연출가)
김현정(1977년 1월 15일 ~ )은 대한민국의 CBS 라디오 프로듀서이자, 앵커이다.

## 생애
2000년 한국일보 기자로 입사했으나 원래의 꿈이던 라디오PD가 되고자 다시 시험을 봐서 2001년 CBS에 입사했다.

## 방송
가수 조규찬이 진행하던 '꿈과 음악 사이에'를 연출했는데 조규찬이 지각을 해서 앞 부분 코멘트를 10분 정도 한 적이 있고 그 때 담당 부서 국장이 김현정의 목소리가 시사 프로와 잘 어울리겠다고 했다. 이후 '이슈와 사람' 진행자가 휴가를 가서 대신 시사 방송을 진행할 기회를 가졌고 2008년 '김현정의 뉴스쇼'의 진행자로 활동하기시작했다. 2014년 11월 7일 방송을 끝으로 하차했다. 하차 이후 다시 음악 PD로 돌아와 CBS 음악FM '12시에 만납시다 김필원입니다' 와 '한동준의 FM POPS' 를 담당한 바 있다. 2015년 9월 14일 다시 <김현정의 뉴스쇼>로 돌아왔다.

## 학력
- 1996년 한양여자고등학교 졸업
- 2000년 이화여자대학교 불어불문학과 졸업

## 경력
- 한국일보 기자
- CBS 라디오 프로듀서
- CBS 라디오 김현정의 뉴스쇼
- CBS 특임국장
- 헌법개정 및 정치제도 개선 자문위원회 자문위원

## 연출 및 진행
- 2001년 : CBS 입사
- 2002년 ~ 2005년 : 다큐멘터리 <보육 백년지대계>, <시사자키>, <꿈과 음악 사이에> 등 연출
- 2005년 ~ 2008년 : CBS 표준FM 《김현정의 이슈와 사람》 연출 및 진행
- 2008년 ~ 2014년 : CBS 표준FM 《김현정의 뉴스쇼 시즌1》 연출 및 진행
- 2015년 ~ 현재 : CBS 표준FM 《김현정의 뉴스쇼 시즌2》 연출 및 진행
- 2019년 : tvN 《김현정의 쎈터뷰》 진행
- 2022년 ~ 현재 : MBN 《판도라》 진행

## 상훈
- 2003년: 방송위원회 이달의 좋은 프로그램상, 제5회 여성부 남녀평등방송대상 최우수상
- 2007년: 방송프로듀서연합회 이달의 PD상
- 2008년: 제35회 한국방송대상 라디오 시사교양부문 작품상
- 2009년: 제36회 한국방송대상 앵커상
- 2010년: 방송프로듀서연합회 이달의 PD상
- 2011년: 한국PD대상 시사교양부문 작품상
- 2013년: 한국방송비평학회 라디오보도부문상
- 2014년: 제14회 '올해의 이화언론인상'[8]
- 2014년: 한국PD대상 '올해의 PD상'
  - <김현정의 뉴스쇼>는 2014 한국PD대상 시상식에서 이례적으로 TV 프로그램을 모두 제치고 라디오가 대상을 타는 대기록을 세웠다. 이것은 한국PD대상 역사상 두번째 일인데 첫번째는 17년 전 CBS 라디오 <시사자키>가 세운 기록이었다. 이로써 CBS는 라디오 시사프로그램의 명가임을 다시한번 입증했다.[9]